# Periclimenes lutescens
Periclimenes lutescens är en kräftdjursart som först beskrevs av James Dwight Dana 1852.  Periclimenes lutescens ingår i släktet Periclimenes och familjen Palaemonidae. Inga underarter finns listade i Catalogue of Life.